# Paya Terubong
Paya Terubong là một vùng ngoại ô của George Town ở Penang, Malaysia, với vị trí cách khoảng 7 km (4,3 dặm) về phía tây nam của trung tâm thành phố. Nó nằm trong các thung lũng trung tâm của đảo Penang và phía nam của Air Itam. Nó cũng là một trong những khu vực đông dân trên Đảo Penang.
Ban đầu, Paya Terubong được biết đến như một ngôi làng nông nghiệp. Vào những năm 1980, nhà ở cao tầng bắt đầu được xây dựng trong khu vực và Paya Terubong dần trở thành khu dân cư.

## Lịch sử

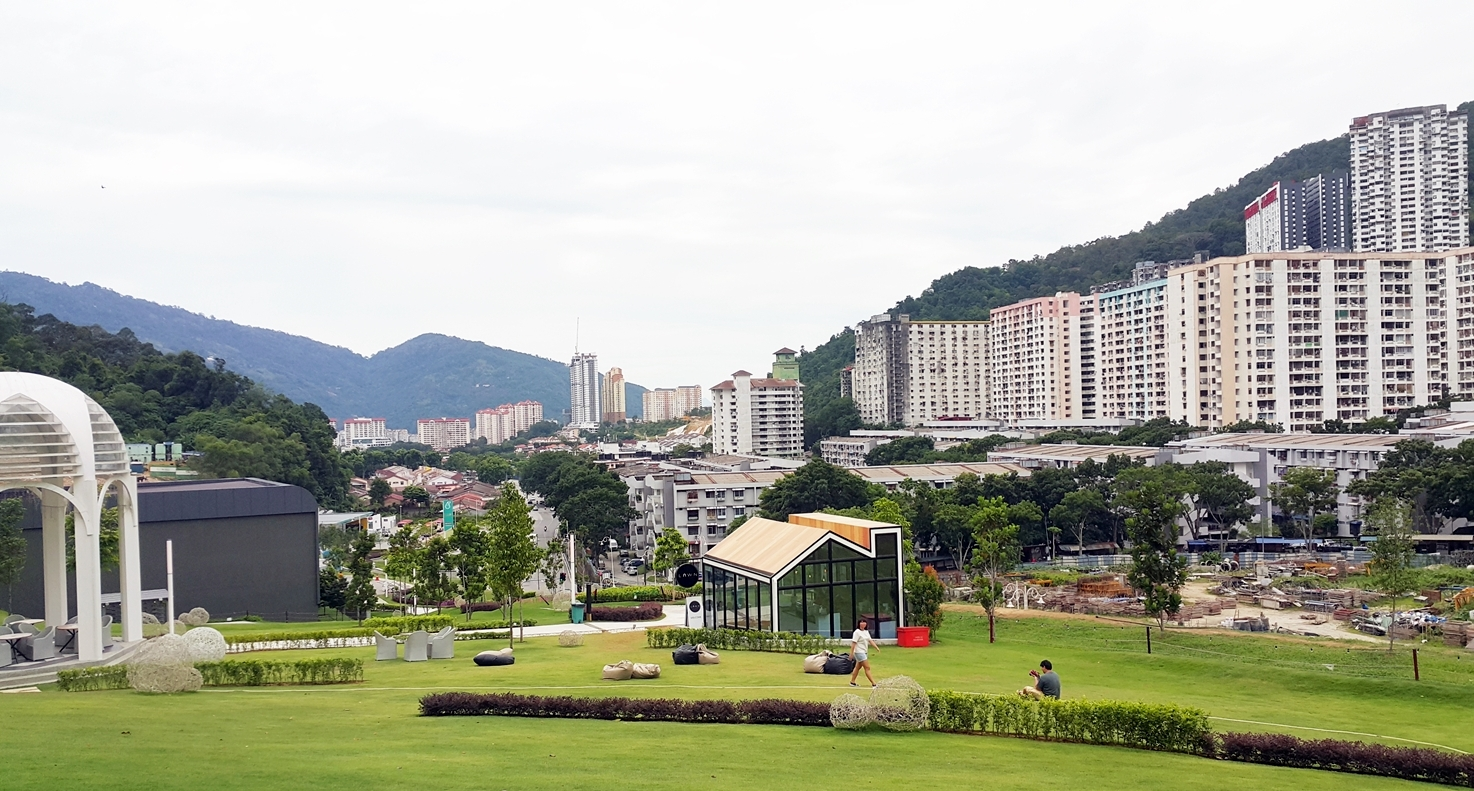
Khung cảnh của Paya Terubong hiện tại bao gồm nhiều khu dân cư, khác với qua khứ nông nghiệp xưa kia.

Tương tự như Air Itam ở phía bắc, Paya Terubong là nơi các trang trại nông nghiệp được thành lập, cung cấp các loại gia vị và rau quả được buôn bán tại các chợ khác nhau trên đảo Penang. Trong quá khứ, Paya Terubong là một con đường đồi.
Vào những năm 1980, khu vực này bắt đầu phát triển với các khu đô thị cao tầng được xây dựng lên nhằm giảm bớt sự khan hiếm đất đai trên đảo Penang. Đồi dốc đã được san phẳng trong quá trình này. Ban đầu, hầu hết cư dân làm việc trong Khu Công nghiệp Tự do Bayan Lepas và đi qua Jalan Paya Terubong- con đường chính duy nhất chạy qua khu vực này để đến đây.
Một trong những vấn đề gần đây ở Paya Terubong là việc phát quang các ngọn đồi và ùn tắc giao thông hàng ngày.

## Giao thông
Đường Paya Terubong là con đường chính ở Paya Terubong. Con đường này kết nối với Đường Air Itam ở phía bắc và trải dài tới khu Relau lân cận nằm ở phía nam, phái cuối của các thung lũng trung tâm. Đường Paya Terubong là con đường duy nhất nối liền phía bắc và phía nam của đảo Penang qua các thung lũng trung tâm, vì vậy tình trạng tắc nghẽn giao thông thường xuyên xảy ra. Tại thời điểm ghi chép tài liệu này, việc xây dựng các tuyến đường mới và mở rộng đường đang được thực hiện để giảm bớt ùn tắc giao thông hàng ngày.
Xe buýt nhanh ở 13, 201, 202, 306 và 502 phục vụ cư dân vùng ngoại ô, tiếp nối Paya Terubong với George Town về phía đông bắc và các điểm đến khác trên Đảo Penang, cụ thể như Air Itam, Sân bay Quốc tế Penang, Trung tâm thương mại Queensbay và Balik Pulau. Ngoài những tuyến đường này, Paya Terubong cũng được phục vụ bởi Tuyến đường vận tải giảm tốc tắc nghẽn (CAT) của Air Penang- một dịch vụ vận chuyển miễn phí kết nối Paya Terubong với Air Itam, Farlim và Rifle Range.

## Tên gọi
Paya Terubong được đặt tên theo một loài cỏ theo tiếng Mã Lai là Terubong. Tên khoa học của loài cỏ này là Cyrtococcum oxyphyllum.

## Giáo dục
Các trường gần nhất được xây dựng gần Air Itam. Tuy nhiên, điều này có thể sớm được thay đổi trong tương lai gần. Vào năm 2017, một nhà phát triển Malaysia, Sunway Berhad, đã gửi bản kế hoạch cho một tổ hợp dự án phát triển tại Paya Terubong, bao gồm từ một trường cao đẳng tư thục, đến Hội đồng Thành phố Đảo Penang.

## Mua sắm
Siêu thị gần nhất là một chi nhánh đại lý Econsave nằm trong khu vực lân cận Farlim, thuộc Air Itam. Tổ hợp dự án phát triển sắp tới đến từ Sunway, tuy nhiên, có thể bao gồm một trung tâm mua sắm.